# Anita Blaze
Anita Blaze (Baie-Mahault, 29 de outubro de 1991) é uma esgrimista francesa, medalhista olímpica.

## Carreira
Blaze conquistou a medalha de prata nos Jogos Olímpicos de Verão de 2020 em Tóquio ao lado de Astrid Guyart, Pauline Ranvier e Ysaora Thibus, após confronto contra as russas Inna Deriglazova, Larisa Korobeynikova, Marta Martyanova e Adelina Zagidullina na disputa de florete por equipes.